# گیاه‌پارچ × تسانگ
گیاه‌پارچ × تسانگ (نام علمی: Nepenthes × tsangoya)، یگ گونه دورگه طبیعی از سرده گیاه‌پارچ‌ها می‌باشد. نام گیاه از پیتر تسانگ (Peter Tsang) گرفته شده است.
گیاه‌پارچ × تسانگ نشان‌دهنده دورگه طبیعی پیچیده (گیاه‌پارچ باله‌دار × گیاه‌پارچ مریلیانا) × گیاه‌پارچ شگرف است. گیاه‌پارچ × تسانگ به‌عنوان راهنمای دورگه گیاه‌پارچ (۱۹۹۵) (Guide to Nepenthes Hybrids) ذکر شده است. محدوده‌های شناخته شده گونه‌های مادر فقط در میندانائو، فیلیپین همپوشانی دارند.